# Nieuwolda
Nieuwolda, vroeger Midwolderhamrik (Gronings: Nijwol, Nijwolle,  't Hammerk of  't Golden Hammerk) is een dorp in de gemeente en landstreek Oldambt in de provincie Groningen.
Nieuwolda was van 1808 tot 1990 een zelfstandige gemeente en werd toen samengevoegd met de gemeenten Scheemda en Midwolda. De hieruit gevormde gemeente Scheemda ging in 2010 op in de gemeente Oldambt.
Het dorp Nieuwolda telt volgens gegevens van het CBS 1.320 inwoners (2023).

## Topografie
Onder Nieuwolda vallen de buurtschappen Nieuwolda-Oost, Oostwolderhamrik en Binnen Ae (gedeeltelijk), alsmede de voormalige buurtschappen De Dellen, Westeind, Kopaf, Scheve Klap (gedeelteljk), De Kamp, Oude Dijk, Polderdwarsweg en Munnekeveen. Het polderland rond Nieuwolda wordt aangeduid met namen als De Dellen of Westersche Leegte, Weerdijk, De Leegte, Blinken, Nonnegaatsterpolder, Zomerdijk, Oud Nieuwland, De Hoogte en Nieuwland. Historische boerderijnamen zijn onder andere Abel Derk Heerdt, De Blinke, De Bree, Dijkvliet, Hoog Heem, Meyvaert, De Olde Stoeve, Ol-diek en Riemen Rienkesheerd, nieuwere namen zijn 't Börgje, Charleston, De Doelen, Dollardprinses, Hitjes Heerd en Palmar-plaats.

## Geschiedenis
Nieuwolda ligt aan de rand van de Dollardpolders en is in de 16e eeuw ontstaan op een inversierug, gevormd door de oeverwallen van de vroegere rivier Munter Ae en zijn zijstromen. De oorspronkelijke naam van het dorp was Midwolderhamrik, dat betekent weidegronden (hamrikken) in het buitengebied van Midwolda. Vandaar de Groninger naam 't Hammerk, zoals het dorp bij de lokale bevolking nog steeds bekendstaat. In de loop der eeuwen werd steeds meer land op de Dollard teruggewonnen. Op dat nieuwe land was het goed boeren. Nieuwolda staat daarom al sinds het begin van de 19e eeuw bekend als  't Golden Hamrik, vooral vanwege het bloeiende koolzaad dat veel geld in het laatje bracht.

### Wonen op de kwelders
Over de middeleeuwse bewoning rond Nieuwolda is weinig bekend. Het gebied moet vanaf de tiende of elfde eeuw vanaf de oevers van de rivier de Ae zijn ontgonnen. Het was een hoogveengebied, wat ook blijkt uit de streeknaam Menterwolde en het toponiem Corenswold (ten noordoosten van Oostwolderhamrik). Wold is een oude benaming voor wildernis en moerasbos. De opstrekkende verkaveling wekt de indruk dat het gebied grootschalig en systematisch in cultuur werd gebracht. Rond de Heemweg, in Nieuwolda-Oost en in Oostwolderhamrik is de verkaveling kleinschaliger. Hier lagen ten minste zeven kleine wierden, waaronder de Brorsbult (genoemd in 1599) bij het streekje Corenswold. Mogelijk bevond zich in deze omgeving ook de oudste kerk van Midwolda.
Door bodemdaling werd het lastiger hier landbouw te bedrijven. De bewoners vertrokken naar het zuiden, waar het veen nog onaangetast was. Daar ontstonden rond 1200 de nieuwe dorpen Midwolda en Oostwold, die hun hooilanden en zomerweiden in de hamrikken ten noorden van de rivier hadden. Het klooster Menterwolde of Campus Sylvae werd rond 1300 naar het Grijzemonnikenklooster bij Termunten verplaatst, nadat de Grijzevrouwen al eerder naar Midwolda waren verhuisd. De afzonderlijke boerderijen werden uiteindelijk soms kilometers lang met landerijen die zich uitstrekten vanaf het laagland ten noorden van Nieuwolda tot het hoogveen bij Heiligerlee.
Toch is de lage streek rond Nieuwolda vermoedelijk ook na de inbraak van de Dollard rond 1470 nooit geheel overlaten geweest. De verhoogde erven van boerderijen op de rivieroever boden voldoende beschutting tegen stormvloeden. Dat geldt ook voor het terrein van het voormalige klooster Menterwolde dat bekend stond als De Olde Stoeve ('de oude plek'). Grote delen van dit gebied werden eigendom van het Grijzemonnikenklooster te Termunten en het Grijzevrouwenklooster in Midwolda, die een deel van de verlaten landerijen overnamen. Een vermoedelijke inbraakgeul stond rond 1600 bekend als het Nonnegat.
Tot het einde van de 16e eeuw hadden de meeste boerderijen in Scheemda, Midwolda en Oostwold nog altijd hooilanden (meeden, uuthmeeden en weerlanden) aan de overzijde van de Dollard. Met platboomde schuiten werd dit hooi naar de boerderijen gebracht. Oudere toponiemen die nog aan de tijd van de Dollardinbraak herinnerden, waren Woltlaene, Heijmlaane, Uthende wech en Wynlant (1606: up de Whende). Waar die landschapselementen precies gelegen hebben is onzeker. De voormalige Buitenweg of Griedelaan in Nieuwolda-Oost (eerder Gredtlaene) wordt al genoemd in 1556; hij maakte vermoedelijk deel uit van een oude route vanuit het Oldambt naar het noorden. die via De Heemen aansloot op de Zomerdijk. Bij De Knuif lag in de 17e eeuw een houten brug (de zogenaamde Raadsherentil) over het Termunterzijldiep. Een van de eerste bedijkingen was de polder Weerdijk bij Wagenborgen.

### Dijken
Midwolder ende Oestwolder hammeryck worden voor het eerst genoemd in 1542, samen met Wagenborger en Schemder hammerick. Omstreeks die tijd werd een nieuwe kadedijk aangelegd ter beteugeling van de Dollardvloeden. Ieder dorp moest een zijldiep of korte sloet aanleggen ten behoeve van de ontwatering. De dijk van 1542 volgde de verhoogde oeverwal van de Munter Ae – een zogenaamde inversierug– tussen Woldendorp en 't Waar. Het dorp is langs deze dijk ontstaan; enkele boerderijen stonden in de lengte tegen de dijk. Omstreeks 1573, enkele jaren na de Allerheiligenvloed werd deze waterkering uitgebouwd tot een echte zeedijk. De kroniekschrijver Johan Rengers van Ten Post noemt het gebied rond 1582 een vledder [moeras] in de uterdycken achter Wagenborgen in den Dullert gelegen, dat na de Allerheiligenvloed van 1570 door de Oldambtsters succesvol herbedijkt is. Al snel moet er een dorpje zijn ontstaan.
Door oorlogshandelingen raakte deze dijk omstreeks 1589 in ongerede. Bij de Nijezijl te Oostwolderhamrik, de Zwaagsterzijl bij Woldendorp en bij de Overtocht werden in 1584 schansen gebouwd, die door Spaansgezinde troepen werden bezet. De Nijezijl voerde het water van het Hondshalstermaar via het Oosterhamrikkermaar naar zee. Deze sluis stond vermoedelijk tevens bekend als Waghenborgerzijl, als zodanig genoemd in 1580. In 1584 is tevens sprake van een zijl in Midwolderhamrick, in 1585 van een zijl te Schemderhamrick.
Na de Reductie van 1594 werden de dijken weer hersteld. In 1626, 1666 en 1701 volgden nieuwe inpolderingen. Om de werkzaamheden aan kanalen en dijken te kunnen financieren gaven de kerspelen Midwolda en Nieuwolda in 1671 een lijfrentebrief ter waarde van 36.000 gulden uit. Het rentebedrag van 6% werd jaarlijks onder 33 inleggers verdeeld. Dat ging door totdat de laatste begunstigde in 1754 stierf. Voor de afwatering van de nieuwe polders maakte men aanvankelijk gebruik van de Oude Geut, die uitwaterde door de Oude Swaagzijl, genoemd naar de buurt Scheemderzwaag, waar het zijltje oorspronkelijk lag.

### Nieuw dorp
Rond 1600 ontstond er een echt dorp, met een eigen schooltje (genoemd 1612), een korenmolen (bij het ZIjldiep), ambachtlieden en middenstanders. Dankzij de aanleg van het Termunterzijldiep in 1601 kreeg Nieuwolda bovendoen goede verbindingen met de wijde omgeving. Ook het Hondshalstermaar was bevaarbaar.
Het dorp vormde een zelfstandig kerspel en was sinds 1648 een kerkelijke gemeente met een eigen predikant, voor wie een nieuwe pastorie bij de Kerkelaan werd gebouwd. De plannen voor zelfstandigheid betonden al langer, want vooral bij slecht weer was het lastig om de Viertorenkerk van Midwolda aan de overzijde van de Dollard te bereiken. Vooral ziekenbezoek en godsdienstlessen voor de jeugd ondervonden moeilijkheden. Pas na het verder opslibben van de kwelders kwam er een directe verbinding tussen beide dorpen langs de Kerkelaan (1659: Hilligenlaene).
De verkiezing van twee nieuwe predikanten voor Midwolda in 1647 verliep niet bepaald vlekkeloos. Het Groningse stadsbestuur had er ernstig bezwaar tegen dat de opstandige Oldambtster boeren de procedure naar hun eigen hand hadden gezet. Met de persoon van ds. Johannes Takens, die verantwoordelijk werd voor de toekomstige gemeente Midwolderhamrik, had men minder moeite. Als kerspelzegel koos men de afbeelding van een gewapende strijder die over de golven (of misschien over geploegd land) liep, met als wapenspreuk: Miles domini indefessus, 'de onvermoeide strijder des Heren'. Dit werd in 1931 het gemeentewapen van Nieuwolda, waarbij men de afbeelding echter uitlegde als een man die graankorrels zaait. De wapenspreuk werd in 1991 gebruikt voor het nieuwe wapen van de fusiegemeente Scheemda.
In 1657 probeerde Nieuwolda zich verder los te maken van Midwolda, met wie men nog steeds het bouwvallige kerkgebouw deelde. Omstreeks 1663 werd een plek aangewezen voor de bouw van een kerk en de aanleg van een begraafplaats. Daarna werden de stenen voor de beoogde kerkbouw aangeschaft, maar Midwolda maakte bezwaar vanwege de vele uitstaande schulden. Nadat de Viertorenkerk in 1667 grotendeels was ingestort, werden de diensten vermoedelijk (net als in Midwolda) in de dorpsschool gehouden. Pas in 1704 kwam het na lange onderhandelingen tot een boedelscheiding tussen beide dorpen. In 1718 kwam in Nieuwolda eindelijk een nieuwe kerk tot stand, dankzij de royale erfenis die kruidenier Tijmen Harmens in 1669 had nagelaten. Naast de kerk stond een vrijstaande klokkenstoel, die in 1765 plaats maakte voor een aangebouwde toren. De pastorie werd in de tweede helft van de 18e eeuw vervangen door een nieuwe pastorie bij de brug (nu dorpshuis  't Hamrik).
De dorpskern komt in de tweede helft van de 17e eeuw ook voor onder de naam Troppelhuizen of Troppel(t)huysen, in de betekenis van 'een tros huizen'. De Hoofdweg stond bekend als Aeweg of Olde Æ wegh, het voetpad op de oude dijk heette dijck pade. De buurtschap Nieuwolda-Oost (oorspronkelijk Oosteinde) ontstond vanaf de tweede helft van de 18e eeuw en stond bekend als De Kamp (mogelijk genoemd naar het klooster Campus Sylvae). Het dorp had in de 19e eeuw verschillende buurtgilden, waaronder Westeinde, Molenhorn, Oosteinde en Oostwolderhamrik.
Nieuwolda wordt door het Termunterzijldiep doorsneden. Hier werd in de 18e eeuw een klapbrug aangelegd.
Beide dorpen Midwolda en Nieuwolda bleven tot de Franse tijd één kerkelijk kiescollege houden, dat verantwoordelijk was voor de benoeming van predikanten en schoolmeesters. Ook vormden ze samen één onderdeel van het Termunter Zijlvest, waarvoor ze een vertegenwoordiger leverden.
Verschillende rijke stadsfamilies investeerden in landbouwgrond of kochten boerderijen aan, waar ze de zomer doorbrachten. Ze kregen daarmee ook invloed op het dorpsbestuur. Dat geldt bijvoorbeeld voor kerkvoogd Jan Jacobs Geertsema, die in 1678 eigenaar was van de deftige boerderij 'Dijkvliet' (Nieuwolda-Oost 8). Zijn buitenplaats staat ook afgebeeld op de bekende provinciekaart van Ludolph van Starkenborgh. In de 18e eeuw bekleedden drie generaties van de familie De Drews het ambt van kerkvoogd.

### Na 1800
In 1808, in de Franse tijd, werd het kerspel Nieuwolda een zelfstandige gemeente. De landerijen ten noorden van de Heemweg werden echter bij Termunten gevoegd.
De 19e eeuw was een periode van grote agrarische welvaart. De rijkdom van de toenmaligee boerenstand is terug te vinden in de fraaie gebouwen. Er was sprake van een flinke bevolkingsgroei en er verrees een groot aantal middenstandswoningen en landarbeidershuizen.  In deze periode namen de sociale tegenstellingen toe, wat na 1890 leidde tot sociale onrust.
Van 1910 tot 1934 had het dorp een treinstation aan de door de Noordoosterlocaalspoorweg-Maatschappij (NOLS) aangelegde spoorlijn Zuidbroek - Delfzijl. In 1939 werd de spoorlijn opgeheven. Langs Nieuwolda loopt de N362 op het tracé van de voormalige spoorlijn.
Van 1894 tot 1954 had Nieuwolda een eigen marechausseekazerne, gesticht om sociale onrust te beteugelen. Op 10 mei 1940 werd in het dorp zwaar gevochten na de Duitse inval in Nederland.
Per 31 december 1989 hield de gemeente Nieuwolda op te bestaan en ging op in de vergrote gemeente Scheemda. De laatste burgemeester van Nieuwolda was Lubertus Pit (zie: Lijst van burgemeesters van Nieuwolda). Bij de discussie over de herindeling waren er twee opties: een noordelijke variant (met de gemeente Termunten) naar Delfzijl of een zuidelijke variant (met Midwolda en Scheemda). De laatste variant werd gekozen, waarbij Scheemda de nieuwe hoofdplaats werd, die tevens zijn naam gaf aan de nieuwe gemeente.
In 1960 had de gemeente Nieuwolda 1754 inwoners, bij de opheffing eind 1989, toen Scheemda inclusief Nieuwolda in de gemeente Oldambt werd opgenomen, was het aantal inwoners van het dorp gedaald naar 1539. In bijna veertig jaar daalde het aantal inwoners dus met meer dan 200 personen.

## Waterhuishouding
De lage kleigronden ten noorden van Nieuwolda werden al vroegtijdig bemalen. Op het grondgebied van Nieuwolda ontstonden de waterschappen  Westerhamrikker Molenpolder (1791?), Zuidbultsterpolder (1792), Oude Deljer- of Westersche Molenpolder (vóór 1793?), De Dellen, Nonnegaatster- en Knuifster Molenpolder (1793), Scheveklapster Molenpolder (1794), alsmede de fusiewaterschappen Weerdijk (1850) en Geereweg (1890). Later kwamen de hogere poldergronden aan de beurt, beginnend met de Geerewegstermolenpolder (1830) en daarna de waterschappen Reiderwolderpolder (1862), Oostwolderpolder (1863), Finsterwolderpolder (1863), De Hoogte (1888) en Carel Coenraadpolder (1923), die allen het grondgebied van meerdere gemeenten besloegen.
Sinds 2000 behoort het dorpsgebied tot het waterschap Hunze en Aa's. De taken van de watermolens en stoomgemalen in deze polders zijn overgenomen door de motorgemalen Nonnegaat, Zuidbulten, De Waarhoek, De Hoogte, Oude Geut, Oude Zijl en Fiemel. Tot de belangrijkste kanalen behoren Termunterzijldiep, Kattendiep, Verbindingskanaal, Hondshalstermaar, Nieuwe Kanaal, Oude Geut en Afwateringskanaal, vroeger ook  Kostverlorendiep, Nonnegaatstermaar Oosterhamrikker- of Oostermonnikermaar, Westerhamrikkermaar, Nieuwe Watering, Oostwolderpolderwatering en Noorderriet.

## Kerkelijk
De hervormde kerk van Nieuwolda, een rijksmonument, is een eenbeukig kerkgebouw, daterend uit 1718. met een toren uit 1765. Op de torenspits staat een zeemeermin als verwijzing naar het land dat op de zee is teruggewonnen. De kerk heeft een bijzonder orgel van Johann Friedrich Wenthin uit 1787. De hervormde gemeente was lange tijd behoudend. Vooral de Réveil-predikant Remko Engels (1772-1855) had veel aanzien in de regio. Daarna zette de Groninger Richting zich sterker door.
De Christelijk gereformeerden in Nieuwolda bezochten aanvankelijk de diensten in Woldendorp, maar vormden in 1875 een zelfstandige gemeente, die de beschikking kreeg over een eigen kerkgebouwtje aan het Termunterzijldiep (Hoofdstraat 45). Ten gevolge van de Doleantie kreeg de gemeente meer toeloop en trad in 1892 toe tot de Gereformeerde Kerken. Rond 1900 had de gemeente zo'n 200 leden. Het kerkgebouw raakte bij de Bevrijding zwaar beschadigd en moest worden vernieuwd. 
Vanaf 1988 werkten hervormden en gereformeerden intensief samen, waarna in 1998 een PKN-gemeente werd gevormd, die eerst samenging met de gereformeerden in Oostwold en daarna in 2017 opging in de Protestantse Streekgemeente Oost-Groningen (PKOG). Nieuwolda en Oostwold vormen hierin de wijkgemeente De Dollert. De voormalige gereformeerde kerk werd verkocht en in 2024 wegens aardbevingsschade gesloopt.

## Bezienswaardig
- In Nieuwolda bevindt zich het museumgemaal De Hoogte dat door een historische Bronsmotor wordt aangedreven
- Het kinderwagenmuseum is gevestigd in een monumentale boerderij uit ± 1750 (schuur) resp. 1905 (voorhuis)

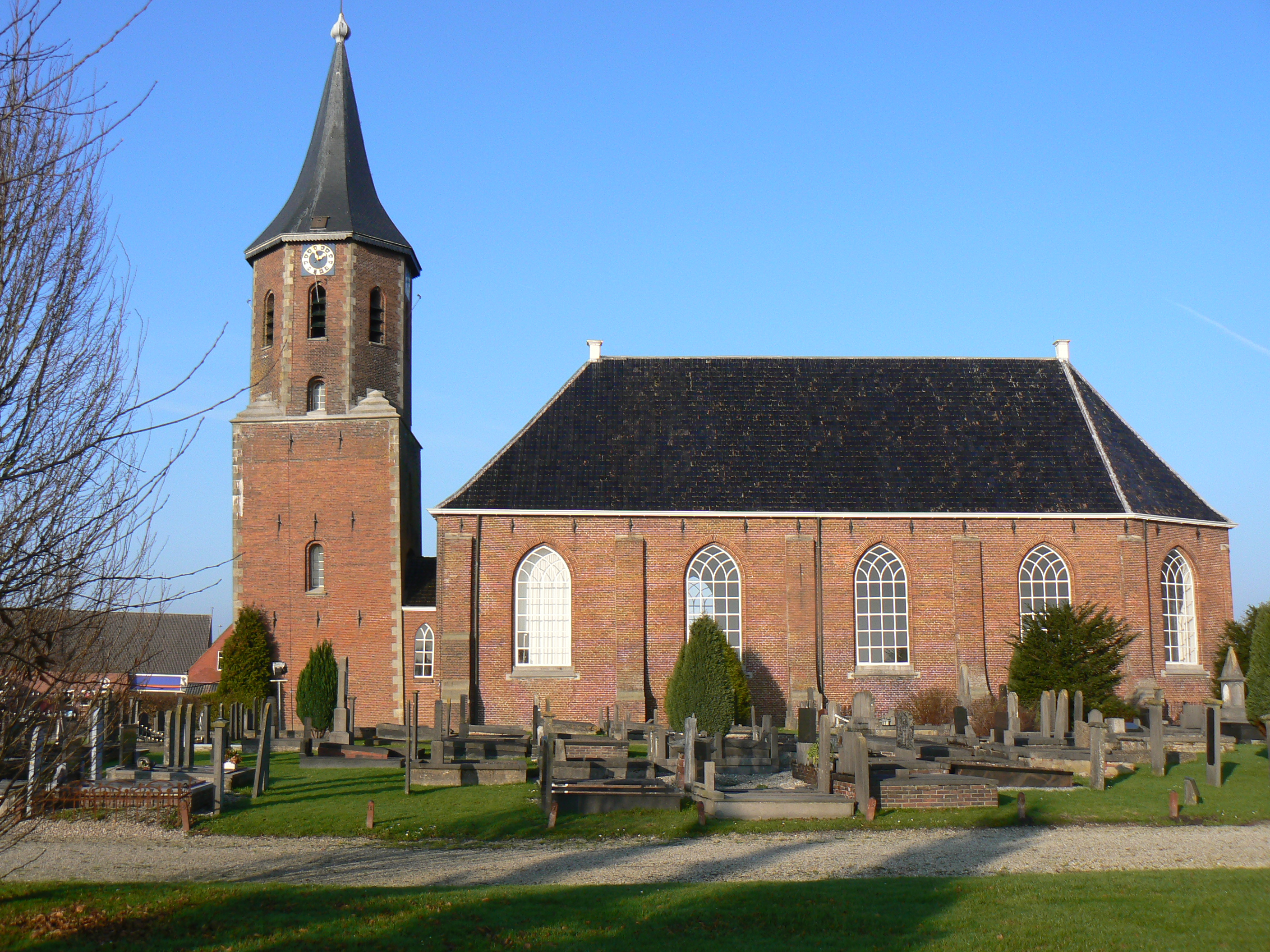
Kerk van Nieuwolda uit 1718
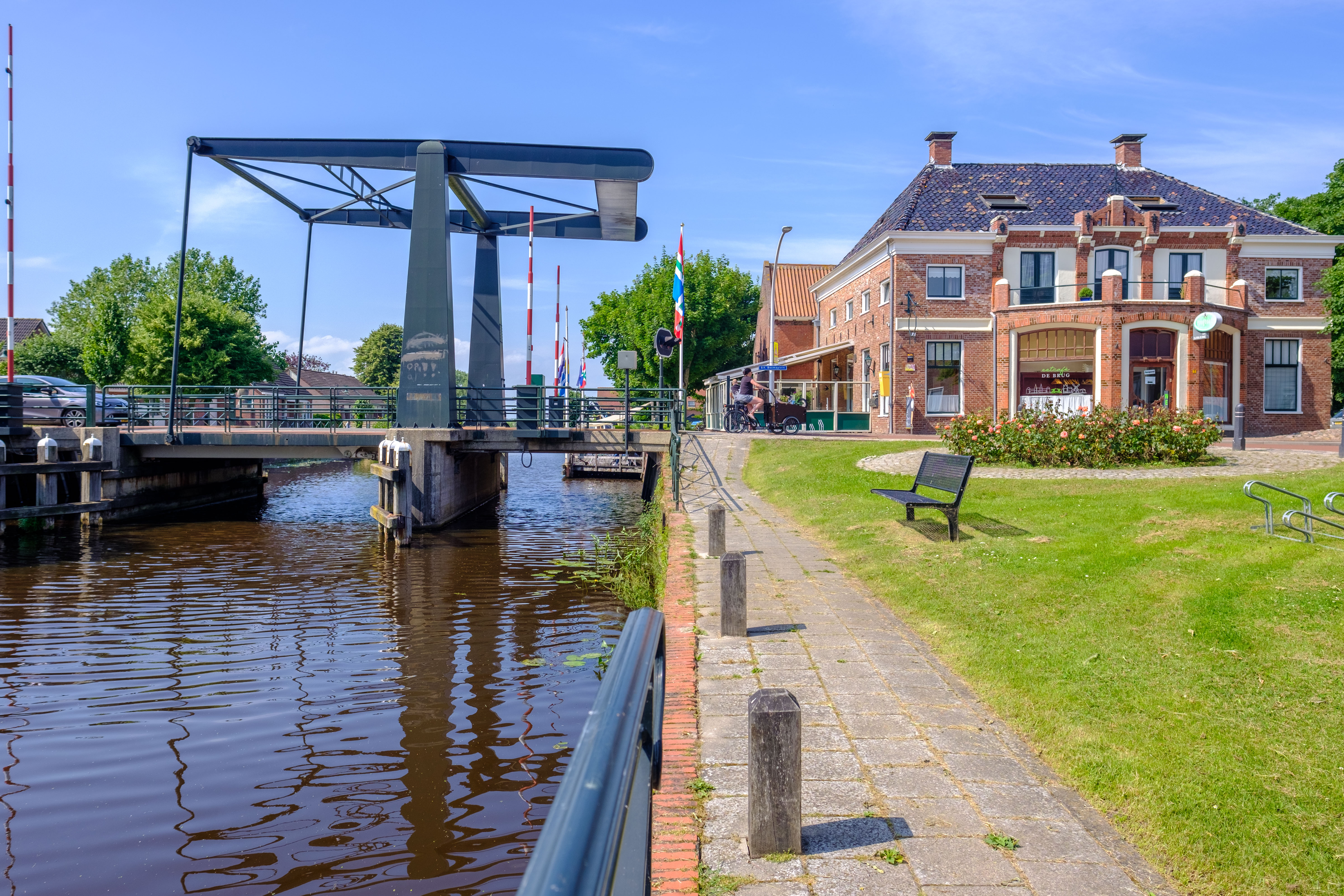
De klapbrug over het Termunterzijldiep in Nieuwolda met rechts eetcafé De Brug, een voormalig kruidenierspand uit 1852.
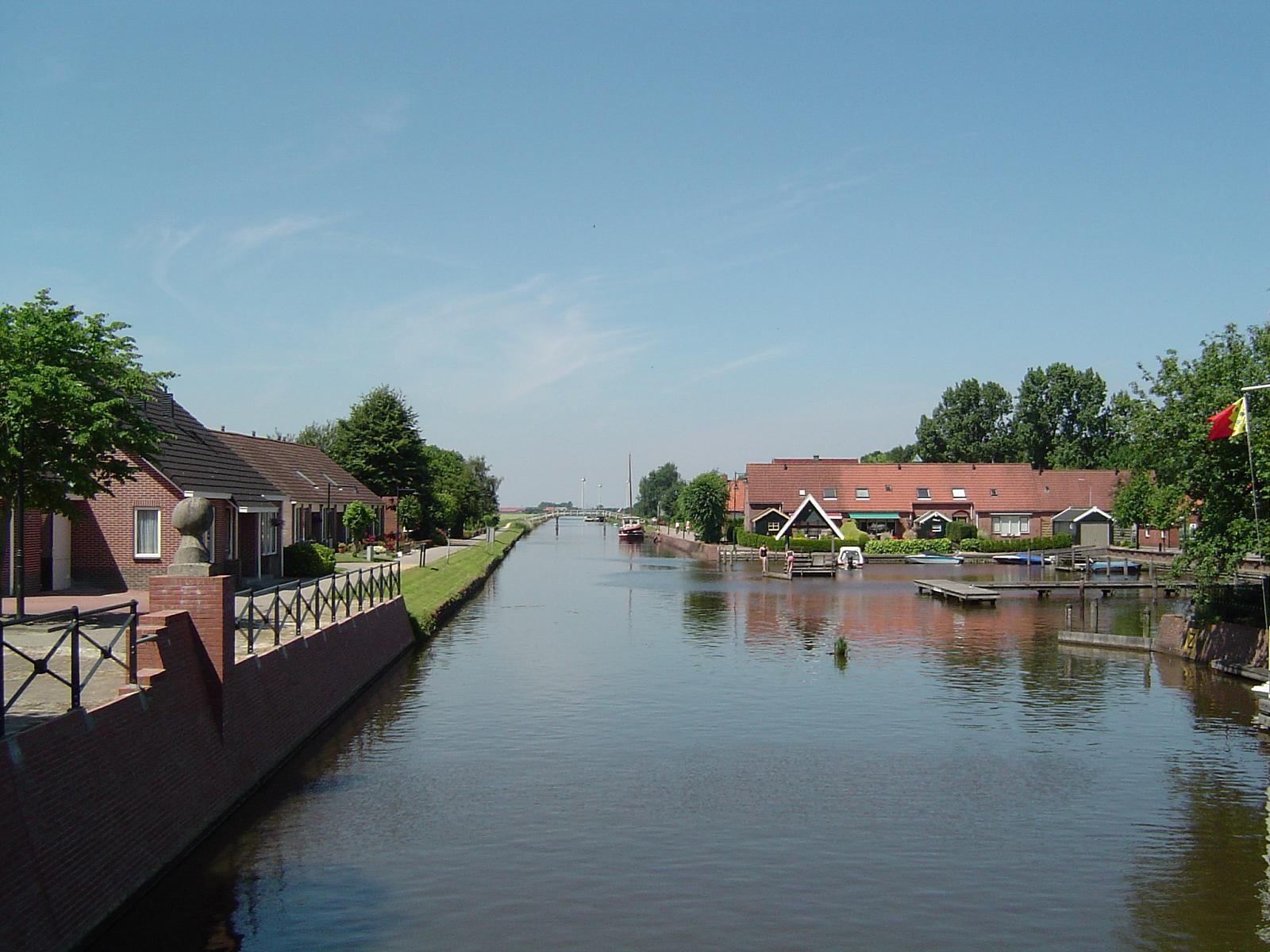
Ten noordwesten van Nieuwolda ligt sinds 1980 het Hondshalstermeer
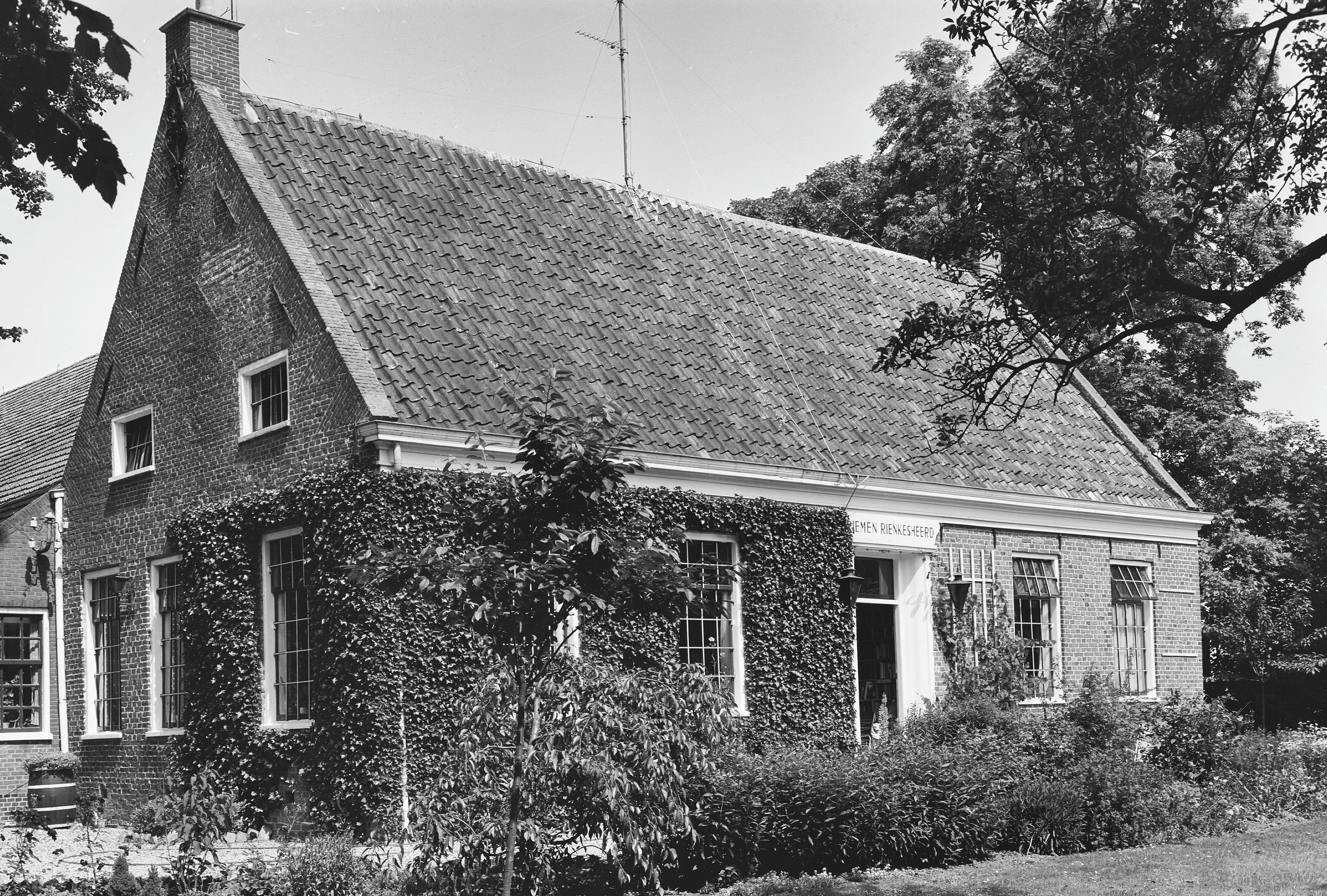
Boerderij 'Reinkensheerd' uit 1717
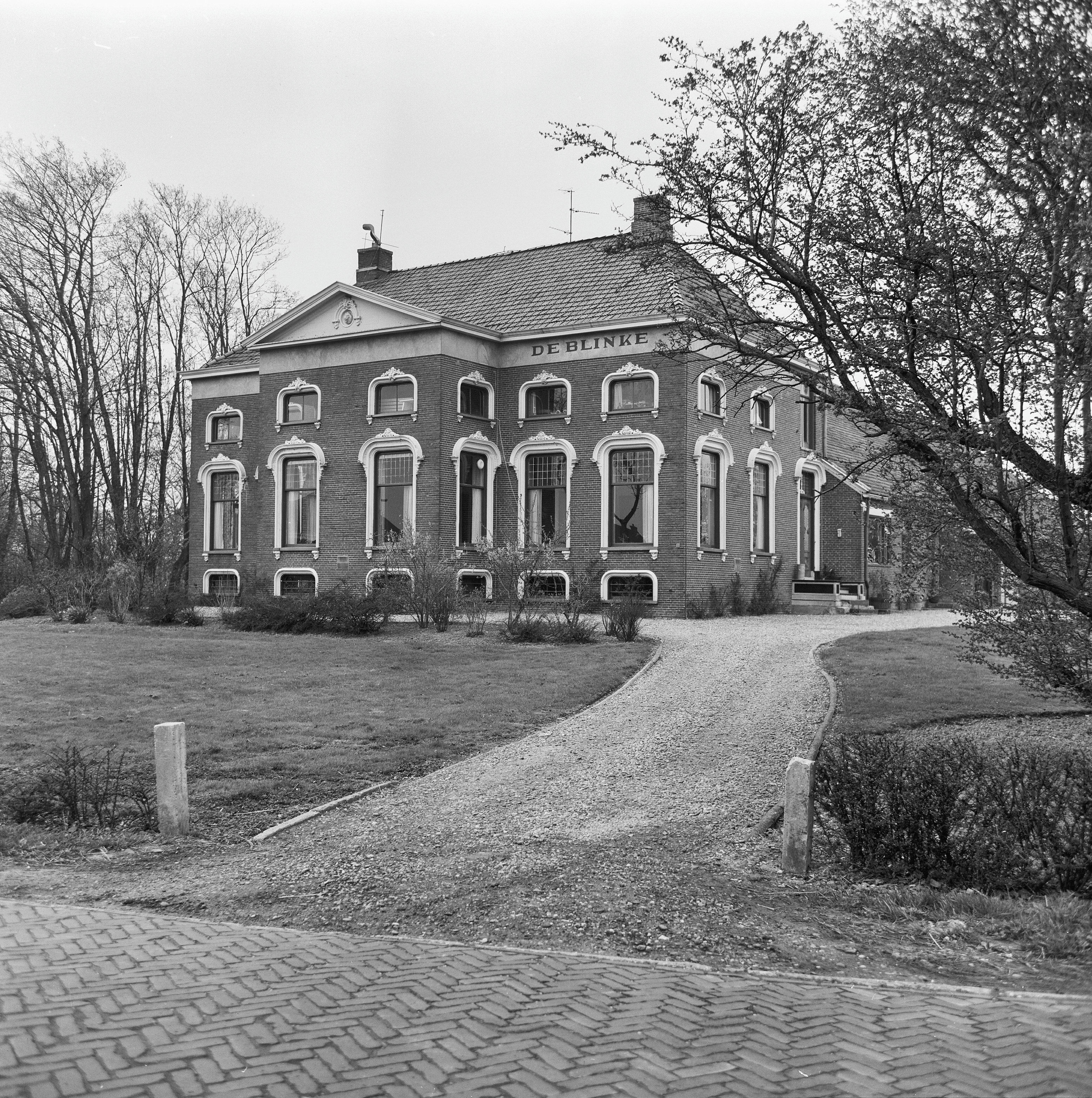
Voorhuis van de boerderij 'De Blinke' uit 1876
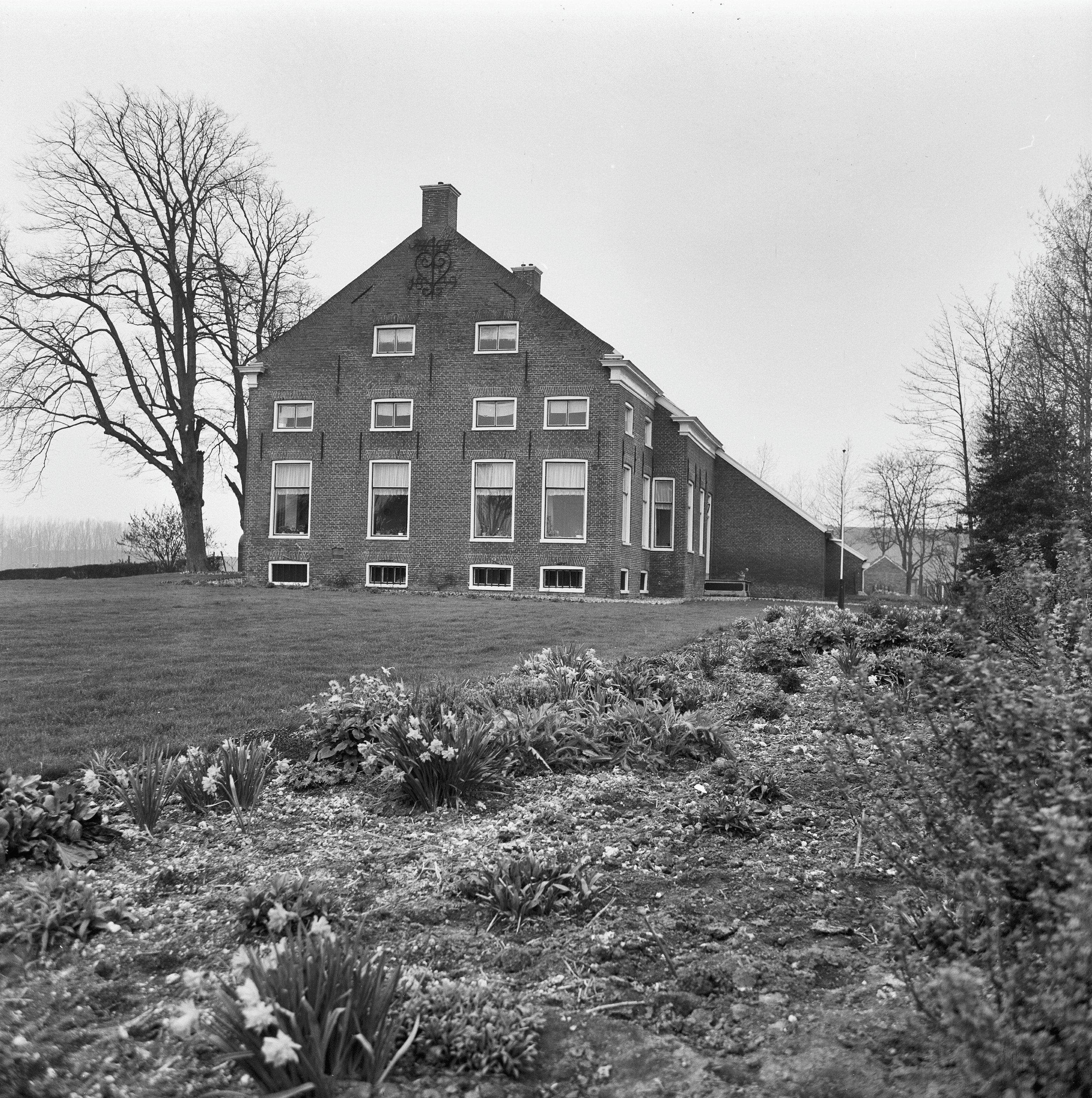
Voorhuis van de boerderij 'De Bree' uit 1839

- Door het dorp loopt de Internationale Dollardroute voor fietsers

## Bekende personen uit Nieuwolda
- Berend Kunst (1794-1881), kunstschilder
- Petronella Lenting (1822–1900), auteur kinderboeken
- Derk Dijkstra (1828-1906), burgemeester
- Harm Pieter Herman Waalkens (1867-1954), burgemeester
- Nicolaas Westendorp Boerma (1872-1951), predikant en hoogleraar
- Evert Wytema (1878-1933), militair
- Jan Snater (1878-1955), burgemeester
- Hinderikus van der Wal (1898-1978), politicus
- Piet Brons (1913-2003), politicus
- Harm van der Veen (1935-2021), publicist en historicus
- Ger Hut (1940-2001), politicus

## Trivia
- De inwoners van Nieuwolda werden in de 19e eeuw ook wel aangeduid met de bijnaam blaauwgörtvreters.